# NGC 3666
NGC 3666 (również PGC 35043 lub UGC 6420) – galaktyka spiralna (SA(rs)c), znajdująca się w gwiazdozbiorze Lwa. Odkrył ją William Herschel 15 marca 1784 roku.